# Demon Knight
Demon Knight (bra Os Demônios da Noite) é um filme estadunidense de 1995, do gênero comédia de horror, dirigido por Ernest Dickerson, com roteiro de Ethan Reiff, Cyrus Voris e Mark Bishop.

## Elenco
| Papel                    | Ator                |
| ------------------------ | ------------------- |
| O Collector              | Billy Zane          |
| Frank Brayker            | William Sadler      |
| Jeryline                 | Jada Pinkett Smith  |
| Cordelia                 | Brenda Bakke        |
| Irene                    | CCH Pounder         |
| Tio Willy                | Dick Miller         |
| Roach                    | Thomas Haden Church |
| Deputado Bob             | Gary Farmer         |
| Wally                    | Charles Fleischer   |
| Danny                    | Ryan O'Donohue      |
| Wanda                    | Sherrie Rose        |
| Festa do bebê 1          | Chasey Lain         |
| Festa do bebê 2          | Traci Bingham       |
| Slasher                  | John Larroquette    |
| Guardião da cripta (voz) | John Kassir         |